# Dendrophthora stricta
Dendrophthora stricta är en sandelträdsväxtart som beskrevs av Henry Hurd Rusby. Dendrophthora stricta ingår i släktet Dendrophthora och familjen sandelträdsväxter. Inga underarter finns listade i Catalogue of Life.